# Ahmadija
Ahmadija je reformistična muslimanska sekta, ki je bila leta 1889 ustanovljena v Indiji.
Ustanovitelj sekte je bil Mirza Gulam Ahmad iz Kadijana (Pandžab).